# Jerzy Burchardt
Jerzy Burchardt (ur. 23 sierpnia 1932 w Zielonej Wsi, zm. 14 lipca 2008 w Gorzeszowie) – archiwista, profesor  doktor habilitowany nauk humanistycznych w zakresie historii, specjalizujący się w badaniach historii nauki, w tym głównie pracach Witelona (tytuł jego rozprawy habilitacyjnej w Instytucie Historii Nauki, Oświaty i Techniki PAN (obecnie Instytut Historii Nauki PAN) z r. 1990: "Kosmologia i psychologia Witelona").
Po studiach (magister filologii klasycznej, Uniwersytet Wrocławski), w latach 1955-1958 - kierownik Powiatowego Archiwum Państwowego w Legnicy. W latach 60. XX wieku kierownik Powiatowego Archiwum Państwowego we Wrocławiu, habilitował się w 1990, w 1998 uzyskał tytuł profesora; członek Rady Naukowej Instytutu Historii Nauki PAN, członek miejscowy Wrocławskiego Towarzystwa Naukowego.

## Wybór prac
- J. Burchardt, List Witelona do Ludwika we Lwówku Śląskim: Problematyka teoriopoznawcza, kosmologiczna i medyczna, Zakład Narodowy im. Ossolińskich, 1979, ISBN 83-04-00262-0
- J. Burchardt, Witelo: Filosofo Della Natura Del XIII Sec. Una Biografia (wł.), Zakład Narodowy im. Ossolińskich, Wydawnictwo Polskiej Akademii Nauk, 1984, ISBN 83-04-01439-4
- J. Burchardt, La Psicopatologia Nei Concetti Di Witelo: Filosofo Della Natura Del XIII Secolo (wł.), Zakład Narodowy im. Ossolińskich, Wydawnictwo Polskiej Akademii Nauk, 1986, ISBN 83-04-02259-1
- J. Burchardt, Kosmologia i psychologia Witelona, Zakład Narodowy im. Ossolińskich, 1991, ISBN 83-04-03666-5
- J. Burchardt, Higiena wedle Tomasza z Wrocławia, Wydawnictwa IHN PAN, 1997, ISBN 978-83-86062-41-6
- J. Burchardt, Niektóre opisy botaniczne roślin leczniczych u Dioskurydesa w tradycji Tomasza z Wrocławia (XIV w.), w: Tradycje kultury antycznej na Śląsku pod redakcją Joanny Roztropowicz, Uniwersytet Opolski, 1997, ISBN 83-903671-3-0
- J. Burchardt, Śląscy reprezentanci przeduniwersyteckiej myśli naukowej w Polsce. Witelo i Tomasz z Wrocławia, Seminaria Naukowe Wrocławskiego Towarzystwa Naukowego, 2000